# نيكولاس دانتي
نيكولاس دانتي (بالإنجليزية: Nicholas Dante)‏ هو كاتب أمريكي، ولد في 22 نوفمبر 1941 في مانهاتن في الولايات المتحدة، وتوفي في 21 مايو 1991 في نيويورك في الولايات المتحدة.

## وصلات خارجية
- نيكولاس دانتي على موقع IMDb (الإنجليزية)
- نيكولاس دانتي على موقع ميوزك برينز (الإنجليزية)
- نيكولاس دانتي على موقع قاعدة بيانات برودواي على الإنترنت (الإنجليزية)
- نيكولاس دانتي على موقع قاعدة بيانات برودواي على الإنترنت (الإنجليزية)
- نيكولاس دانتي على موقع قاعدة بيانات برودواي على الإنترنت (الإنجليزية)
- نيكولاس دانتي على موقع قاعدة بيانات الفيلم (الإنجليزية)